# Phaisura simplicicolor
Phaisura simplicicolor är en stekelart som beskrevs av Heinrich 1967. Phaisura simplicicolor ingår i släktet Phaisura, och familjen brokparasitsteklar. Inga underarter finns listade.